# Matthieu Gourdain
Matthieu Gourdain (n. 4 mai 1974, Vernon, Haute-Normandie, Franța) este un scrimer francez, medaliat olimpic. A participat la o ediție a Jocurilor Olimpice (2000) în care a câștigat o medalie de argint.

## Participări
Lista de mai jos prezintă principalele competiții la care a participat Matthieu Gourdain de-a lungul carierei.
- fencing at the 2000 Summer Olympics – men's sabre[*]